# إلهام إلهي
الإلهام الإلهي هو مفهوم قوة خارقة للطبيعة، وعادة ما تكون الله أو الملائكة، تجعل شخصًا أو أشخاصًا يشعرون برغبة إبداعية. وقد كان هذا جانبًا شائعًا في العديد من الأديان، لآلاف السنين. غالبًا ما يرتبط الإلهام الإلهي ارتباطًا وثيقًا بمفهوم الوحي، والإيمان بالمعلومات التي يتم الكشف عنها أو الكشف عنها من خلال التواصل مع الله أو كيان أو كيانات خارقة للطبيعة أخرى.

## في الإسلام
قال ابن الأثير رحمه الله عن الإلهام الإلهي: (أن يلقي الله في النفس أمراً يبعث العبد على الفعل أو الترك) من "جامع الأصول" (4/213). وقال زكريا الأنصاري رحمه الله: (الإلهام إلقاء معنى في القلب يطمئن له الصدر يخص الله به بعض أصفيائه، وليس بحجة من غير معصوم). 